# Кебемер
Кебемер (фр. Kébémer, иногда Kebemer) — город на северо-западе Сенегала.

## История
История основания Кебемера неоднозначна, но по большинству свидетельств город был основан в 1774 году тремя братьями народности Сонинке, прибывшими из окрестностей Каеса.

## Административное положение
Город является столицей департамента Кебемер в составе области Луга.

## Географическое положение
Ближайшими населёнными пунктами являются Gad Kebe, Gala Mbingue, Tiene Tilene, Gal Beut и Ndiabi Fal.

## Население
По переписям 1988 и 2002 годов соответственно город населяло 8120 и 14 438 жителей.
В 2007 году, по официальным оценкам, численность населения ожидалась 15 585 человек.
В 2010 году по прогнозу World Gazetteer население ожидается около 19 210 жителей.

## Экономика

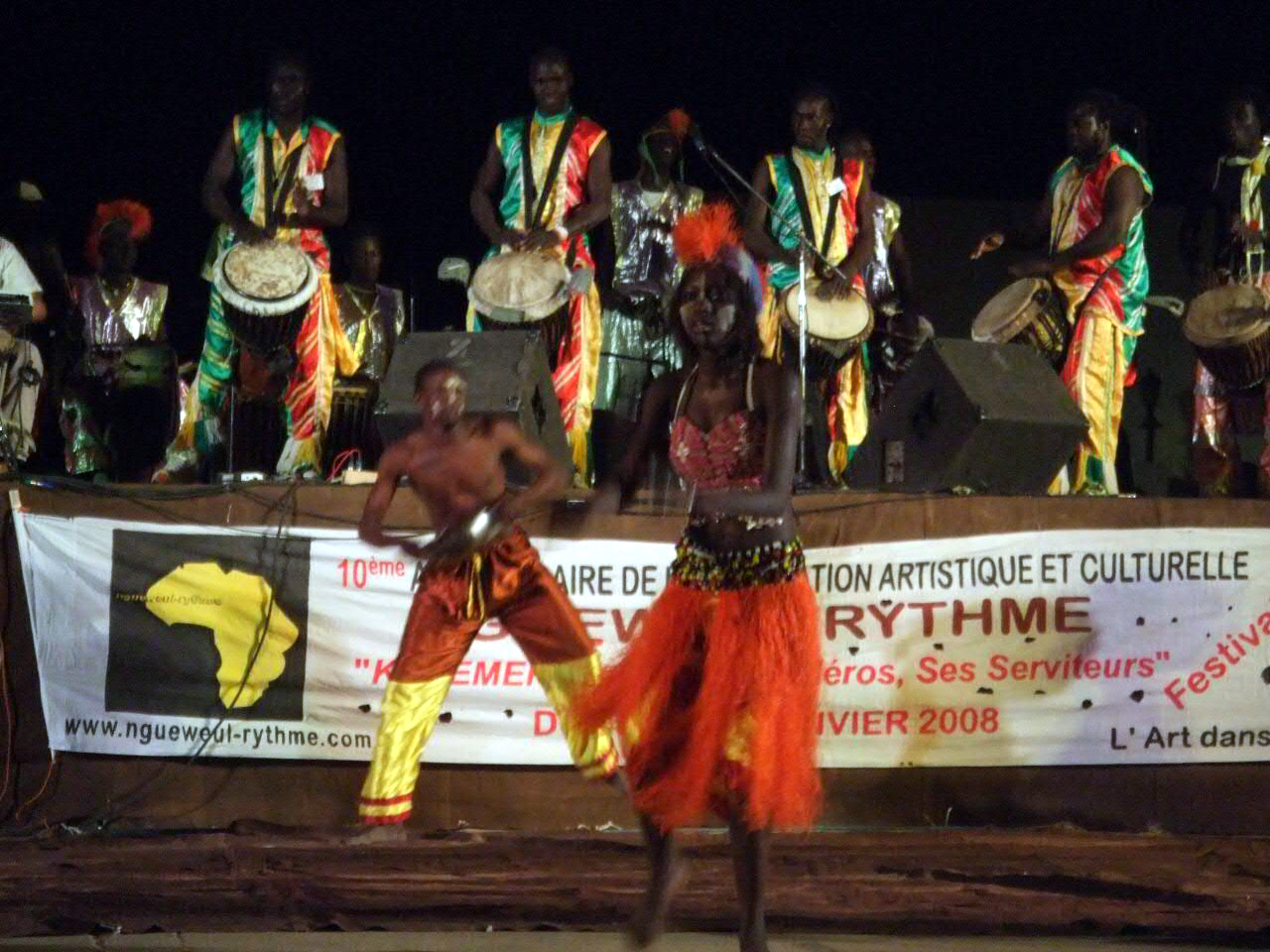
Фестиваль в Кебемере

Экономика и коммерция города хорошо развиты, благодарю наличию центарльного рынка и станции Кебемер, но экономика всё же страдает из-за дорожного движения.
Народные промыслы частное предпринимательство играют значительную роль в местной экономике, в частности ценятся профессии плотников, сапожников, ювелиров, парикхамеров и скульпторов.
Туризм в настоящее время в городе не развит.
В январе 2008 года проходил 10-й юбилейный фестиваль Ngueweul Rythme.

## Персоналии
- Абдулай Вад — президент Сенегала, родился в Кебемере в 1926 году
- Amadou Karim Gaye — сенегальский политик
- Tidiane Aw — кинорежиссёр, родился там же в 1935 году.